# Donald Johnson
Donald James Johnson (ur. 9 września 1968 w Bethlehem) – amerykański tenisista, reprezentant w Pucharze Davisa, zwycięzca Wimbledonu 2000 w grze mieszanej i Wimbledonu 2001 w grze podwójnej, lider rankingu ATP deblistów.

## Kariera tenisowa
Johnson w latach 1987–1991 występował w rozgrywkach akademickich w USA, broniąc barw University of North Carolina; miał już wówczas na koncie nagrodę amerykańskiej federacji tenisowej USTA za sportową postawę wśród juniorów (1986). Po ukończeniu studiów (z dyplomem ekonomisty) przystąpił w 1992 roku do rywalizacji wśród tenisistów zawodowych. Karierę zakończył w 2004 roku, po US Open.
W 1994 roku Johnson zagrał w kilku imprezach z Francisco Montaną, osiągając m.in. półfinał turnieju ATP World Tour w Barcelonie. W 1996 roku obaj Amerykanie podjęli stałą współpracę, która już w tymże roku zaowocowała 2 zwycięstwami turniejowymi ATP World Tour – w Meksyk i Amsterdamie, a także wielkoszlemowym ćwierćfinałem na kortach Rolanda Garrosa.
W 1997 roku Johnson i Montana triumfowali w turnieju ATP Super 9 w Monte Carlo, pokonując m.in. Jewgienija Kafielnikowa i Daniela Vacka oraz w finale Jacco Eltingha i Paula Haarhuisa. Dalsze 2 finały turniejowe oraz ćwierćfinał Wimbledonu dał Amerykanom pierwszy awans do deblowego ATP World Tour World Championships, który jednak zakończyli na etapie rozgrywek grupowych z 3 porażkami na koncie.
Sezon 1998 był dla obu Amerykanów jeszcze bardziej udany – wygrali 4 turnieje, zaliczyli jeszcze 1 finał, byli w ćwierćfinale French Open, a w turnieju ATP World Tour World Championships doszli do półfinału. Na sezonie 1998 Johnson i Montana zakończyli regularne wspólne występy.
Johnson w 1999 roku wygrał 2 turnieje, w Estoril mając za partnera Tomása Carbonella, w Gstaad – Cyrila Suka.
U progu sezonu 2000 Amerykanin kilka turniejów zagrał w parze z Sukiem, imprezę w Meksyku wygrał z Byronem Blackiem, a najlepsze rezultaty w roku odniósł wspólnie z Pietem Norvalem. Od wiosny do końca sezonu 2000 Norval i Johnson wygrali 4 turnieje i byli w 2 finałach. Wśród turniejowych trofeów najcenniejsze pochodziło z Bangalore, gdzie triumfowali w ATP World Tour World Championships. W finale okazali się lepsi od Leandera Paesa i Mahesha Bhupathiego, rewanżując się tym samym za porażkę w meczu grupowym tej samej imprezy.
Jeszcze większe sukcesy Johnson odnosił z kolejnym partnerem, którym został w 2001 roku Jared Palmer. W tymże roku Amerykanie wygrali 5 turniejów – dwa na kortach trawiastych, w tym Wimbledon. W Londynie już w ćwierćfinale musieli bronić 4 piłek meczowych w spotkaniu z Juanem Balcellsem i Sjengiem Schalkenem, by następnie w półfinale pokonać Maksa Mirnego i Uładzimira Wałczkou, a w finale Davida Rikla i Jiříego Nováka 6:4, 4:6, 6:3, 7:6(6). Johnson i Palmer okazali się pierwszą amerykańską parą od 1990 roku, która wygrała Wimbledon (triumfowali wówczas Jim Pugh i Rick Leach). Swoją dyspozycję utrzymali w kolejnych miesiącach sezonu, dochodząc do finału Tennis Masters Series w Montrealu (gdzie Rikl i Novak wzięli rewanż) oraz drugiego finału wielkoszlemowego – podczas US Open. W Nowym Jorku musieli uznać wyższość Wayne’a Blacka i Kevina Ullyetta.
Start w ATP World Doubles Challenge Cup podsumowującym sezon 2001, który ze względu na kłopoty organizatora odbył się z kilkumiesięcznym poślizgiem już w 2002 roku, Amerykanie zakończyli na półfinale.
Wyniki Johnsona z 2001 roku i 2 wygrane turnieje oraz półfinał Australian Open w styczniu 2002 roku dały Johnsonowi awans na pozycję lidera światowego rankingu deblistów 28 stycznia 2002. Łącznie na szczycie listy znajdował się przez 20 tygodni. W sezonie 2002 Johnson nadal startował w parze z Jaredem Palmerem, na koniec sezonu pozostając najstarszym graczem w czołowej dziesiątce klasyfikacji światowej. Johnson i Palmer w tymże roku byli w półfinale Wimbledonu, ćwierćfinale US Open oraz 2 finałach, w tym Tennis Masters Series w Miami. Zakwalifikowali się także do Tennis Masters Cup jak 4 para na świecie, ale nie mogli wystąpić w turnieju, gdyż Johnson poddał się operacji lewego stawu skokowego.
W 2003 roku Johnson i Palmer doszli do ćwierćfinału Australian Open, a w parze z Leanderem Paesem Johnson był w finale w ’s-Hertogenbosch. Były to ostatnie znaczące osiągnięcia Amerykanina.
Sukcesy Johnson odnosił również w grze mieszanej. W parze z Kimberly Po osiągnął w 1999 roku finał US Open, a rok później z tą samą partnerką triumfował na Wimbledonie. Doświadczona para amerykańska pokonała w wimbledońskim finale Lleytona Hewitta i Kim Clijsters 6:4, 7:6(3).
W reprezentacji w Pucharze Davisa zagrał raz, jesienią 2001 roku w barażu o grupę światową przeciwko Indiom. Johnson i Palmer przegrali wówczas z Leanderem Paesem i Maheshem Bhupathim, ale reprezentacja USA odniosła zwycięstwo dzięki singlistom Andy'emu Roddickowi i Jamesowi Blake.

### Finały w turniejach ATP World Tour
| Legenda                                      |
| -------------------------------------------- |
| Wielki Szlem                                 |
| Igrzyska olimpijskie                         |
| Tennis Masters Cup / ATP Finals              |
| ATP Masters Series / ATP Tour Masters 1000   |
| ATP International Series Gold / ATP Tour 500 |
| ATP International Series / ATP Tour 250      |

#### Gra mieszana (1–1)
| Końcowy wynik | Nr | Data             | Turniej            | Nawierzchnia | Partnerka   | Przeciwnicy                  | Wynik finału |
| ------------- | -- | ---------------- | ------------------ | ------------ | ----------- | ---------------------------- | ------------ |
| Finalista     | 1. | 11 września 1999 | US Open, Nowy Jork | Twarda       | Kimberly Po | Ai Sugiyama Mahesh Bhupathi  | 4:6, 4:6     |
| Zwycięzca     | 1. | 8 lipca 2000     | Wimbledon, Londyn  | Trawiasta    | Kimberly Po | Kim Clijsters Lleyton Hewitt | 6:4, 7:6(3)  |

#### Gra podwójna (23–12)
| Końcowy wynik | Nr  | Data                 | Turniej                         | Nawierzchnia    | Partner           | Przeciwnicy                       | Wynik finału          |
| ------------- | --- | -------------------- | ------------------------------- | --------------- | ----------------- | --------------------------------- | --------------------- |
| Zwycięzca     | 1.  | 10 marca 1996        | Meksyk                          | Ceglana         | Francisco Montana | Nicolás Pereira Emilio Sánchez    | 6:2, 6:4              |
| Zwycięzca     | 2.  | 4 sierpnia 1996      | Amsterdam                       | Ceglana         | Francisco Montana | Rikard Bergh Jack Waite           | 6:4, 3:6, 6:2         |
| Zwycięzca     | 3.  | 27 kwietnia 1997     | Monte Carlo                     | Ceglana         | Francisco Montana | Jacco Eltingh Paul Haarhuis       | 7:6, 2:6, 7:6         |
| Finalista     | 1.  | 20 lipca 1997        | Stuttgart                       | Ceglana         | Francisco Montana | Gustavo Kuerten Fernando Meligeni | 4:6, 4:6              |
| Finalista     | 2.  | 19 października 1997 | Ostrawa                         | Dywanowa (hala) | Francisco Montana | Jiří Novák David Rikl             | 2:6, 4:6              |
| Zwycięzca     | 4.  | 8 lutego 1998        | Marsylia                        | Twarda (hala)   | Francisco Montana | Mark Keil T.J. Middleton          | 6:4, 3:6, 6:3         |
| Finalista     | 3.  | 15 lutego 1998       | Dubaj                           | Twarda          | Francisco Montana | Mahesh Bhupathi Leander Paes      | 2:6, 5:7              |
| Zwycięzca     | 5.  | 12 kwietnia 1998     | Estoril                         | Ceglana         | Francisco Montana | David Roditi Fernon Wibier        | 6:1, 2:6, 6:1         |
| Zwycięzca     | 6.  | 10 maja 1998         | Hamburg                         | Ceglana         | Francisco Montana | David Adams Brett Steven          | 6:2, 7:5              |
| Zwycięzca     | 7.  | 11 października 1998 | Palermo                         | Ceglana         | Francisco Montana | Pablo Albano Daniel Orsanic       | 6:4, 7:6              |
| Zwycięzca     | 8.  | 11 kwietnia 1999     | Estoril                         | Ceglana         | Tomás Carbonell   | Jiří Novák David Rikl             | 6:3, 2:6, 6:1         |
| Zwycięzca     | 9.  | 11 lipca 1999        | Gstaad                          | Ceglana         | Cyril Suk         | Ałeksandar Kitinow Eric Taino     | 7:5, 7:6(4)           |
| Zwycięzca     | 10. | 27 lutego 2000       | Meksyk                          | Ceglana         | Byron Black       | Gastón Etlis Martín Rodríguez     | 6:3, 7:5              |
| Zwycięzca     | 11. | 16 kwietnia 2000     | Estoril                         | Ceglana         | Piet Norval       | David Adams Joshua Eagle          | 6:4, 7:5              |
| Zwycięzca     | 12. | 25 czerwca 2000      | Nottingham                      | Trawiasta       | Piet Norval       | Ellis Ferreira Rick Leach         | 1:6, 6:4, 6:3         |
| Finalista     | 4.  | 23 lipca 2000        | Stuttgart                       | Ceglana         | Lucas Arnold Ker  | Jiří Novák David Rikl             | 7:5, 2:6, 3:6         |
| Finalista     | 5.  | 22 października 2000 | Tuluza                          | Twarda (hala)   | Piet Norval       | Julien Boutter Fabrice Santoro    | 6:7(8), 6:4, 6:7(5)   |
| Zwycięzca     | 13. | 29 października 2000 | Bazylea                         | Dywanowa (hala) | Piet Norval       | Roger Federer Dominik Hrbatý      | 7:6(9), 4:6, 7:6(4)   |
| Finalista     | 6.  | 5 listopada 2000     | Stuttgart                       | Twarda (hala)   | Piet Norval       | Jiří Novák David Rikl             | 6:3, 3:6, 4:6         |
| Zwycięzca     | 14. | 17 listopada 2000    | Doubles Championship, Bangalore | Twarda          | Piet Norval       | Mahesh Bhupathi Leander Paes      | 7:6(8), 6:3, 6:4      |
| Zwycięzca     | 15. | 4 marca 2001         | Acapulco                        | Ceglana         | Gustavo Kuerten   | David Adams Martín García         | 6:3, 7:6(5)           |
| Zwycięzca     | 16. | 11 marca 2001        | Scottsdale                      | Twarda          | Jared Palmer      | Marcelo Ríos Sjeng Schalken       | 7:6(3), 6:2           |
| Finalista     | 7.  | 15 kwietnia 2001     | Estoril                         | Ceglana         | Nenad Zimonjić    | Radek Štěpánek Michal Tabara      | 4:6, 1:6              |
| Zwycięzca     | 17. | 29 kwietnia 2001     | Barcelona                       | Ceglana         | Jared Palmer      | Tommy Robredo Fernando Vicente    | 7:6(2), 6:4           |
| Zwycięzca     | 18. | 6 maja 2001          | Majorka                         | Ceglana         | Jared Palmer      | Feliciano López Francisco Roig    | 7:5, 6:3              |
| Zwycięzca     | 19. | 24 czerwca 2001      | Nottingham                      | Trawiasta       | Jared Palmer      | Paul Hanley Andrew Kratzmann      | 6:4, 6:2              |
| Zwycięzca     | 20. | 7 lipca 2001         | Wimbledon, Londyn               | Trawiasta       | Jared Palmer      | Jiří Novák David Rikl             | 6:4, 4:6, 6:3, 7:6(6) |
| Finalista     | 8.  | 5 sierpnia 2001      | Montreal                        | Twarda          | Jared Palmer      | Jiří Novák David Rikl             | 4:6, 6:3, 3:6         |
| Finalista     | 9.  | 8 września 2001      | US Open, Nowy Jork              | Twarda          | Jared Palmer      | Wayne Black Kevin Ullyett         | 6:7(9), 6:2, 3:6      |
| Zwycięzca     | 21. | 28 października 2001 | Sztokholm                       | Twarda (hala)   | Jared Palmer      | Jonas Björkman Todd Woodbridge    | 6:3, 4:6, 6:3         |
| Zwycięzca     | 22. | 6 stycznia 2002      | Ad-Dauha                        | Twarda          | Jared Palmer      | Jiří Novák David Rikl             | 6:3, 7:6(5)           |
| Zwycięzca     | 23. | 13 stycznia 2002     | Sydney                          | Twarda          | Jared Palmer      | Joshua Eagle Sandon Stolle        | 6:4, 6:4              |
| Finalista     | 10. | 31 marca 2002        | Miami                           | Twarda          | Jared Palmer      | Mark Knowles Daniel Nestor        | 3:6, 6:3, 1:6         |
| Finalista     | 11. | 23 czerwca 2002      | Nottingham                      | Trawiasta       | Jared Palmer      | Mike Bryan Mark Knowles           | 6:0, 6:7(3), 4:6      |
| Finalista     | 12. | 22 czerwca 2003      | ’s-Hertogenbosch                | Trawiasta       | Leander Paes      | Martin Damm Cyril Suk             | 5:7, 6:7(4)           |